# Ngày Nhà giáo Thế giới
Ngày Nhà giáo thế giới, viết tắt là WTD (World Teachers' Day) là ngày lễ quốc tế do Tổ chức Giáo dục, Khoa học và Văn hóa Liên Hợp Quốc đề xướng năm 1994, được tổ chức hàng năm vào ngày 5 tháng 10, dành để thu hút sự chú ý của xã hội đến tình trạng của các nhà giáo, vai trò của họ trong việc hình thành và phát triển xã hội, đồng thời huy động sự hỗ trợ cho các giáo viên và để đảm bảo rằng các nhu cầu của các thế hệ tương lai sẽ tiếp tục được các giáo viên đáp ứng.

## Lịch sử
Ngày 5 tháng 10 năm 1966 Tổ chức Giáo dục, Khoa học và Văn hóa Liên Hợp Quốc và Tổ chức Lao động Quốc tế đã triệu tập một Hội nghị liên chính phủ tại Paris, thông qua một "Khuyến nghị về cương vị các giáo viên" (Recommendation concerning the Status of Teachers – tài liệu quốc tế đầu tiên xác định các điều kiện làm việc của giáo viên.

## Hoạt động
Theo UNESCO, Ngày Nhà giáo thế giới thể hiện một bằng chứng vô cùng quan trọng về nhận thức, sự cảm thông và việc đánh giá cao sự đóng góp quan trọng mà các giáo viên thực hiện cho việc giáo dục và sự phát triển xã hội.
Liên đoàn Quốc tế Giáo dục (Liên đoàn quốc tế các nghiệp đoàn nhà áo, tiếng Anh: EI, Education International) tin tưởng mãnh liệt rằng Ngày Nhà giáo thế giới sẽ được quốc tế công nhận và cử hành trên khắp thế giới. Tổ chức này cũng tin rằng các nguyên tắc của khuyến nghị năm 1966 và những khuyến nghị năm 1997 cần được xem xét để thực hiện trong mọi quốc gia.
Hơn 100 quốc gia cử hành Ngày Nhà giáo thế giới. Các nỗ lực của Liên đoàn Quốc tế Giáo dục và 401 tổ chức thành viên của Liên đoàn đã góp phần vào sự công nhận rộng rãi này. Hàng năm, Liên đoàn đều phát động một chiến dịch nâng cao nhận thức của công chúng để làm nổi bật những đóng góp của nghề giảng dạy.